# Нижньосілезька Верхня Лужиця (район)
Нижньосилезька Верхня Лужиця (нім. Niederschlesischer Oberlausitzkreis) — колишній район Німеччини, у землі Саксонія. Підпорядкований адміністративному округу Дрезден. Центр району — місто Ніскі.
Площа — 1340,29 км². Населення — 95 948 осіб. Густота населення — 72 осіб/км².
Офіційний код району 14 2 84.

## Адміністративний поділ
Район поділявся на 29 громад.

## Міста та громади
Міста
1. Бад-Мускау (4109)
2. Ніскі (11 015)
3. Райхенбах (4357)
4. Ротенбург (5836)
5. Вайсвассер (21 672)

Об'єднання громад
Управління Бад-Мускау
Управління Боксберг (Верхня Лужиця)
Управління Райхенбах
Управління Річен
Управління Ротенбург (Верхня Лужиця)
Управління Шлайфе
Управління Вайсвассер
Громади
1. Боксберг (3044)
2. Вайскайсель (1463)
3. Вальдгуфен (2836)
4. Габленц (1902)
5. Грос-Дюбен (1316)
6. Геніхен (1511)
7. Гоендубрау (2273)
8. Горка (2036)
9. Золанд-ам-Ротштайн (1419)
10. Кліттен (1492)
11. Кодерсдорф (2642)
12. Кенігсгайн (1284)
13. Краушвіц (3979)
14. Кребо-Нойдорф (1042)
15. Маркерсдорф (4374)
16. Мюка (1251)
17. Найссеауе (1955)
18. Квіцдорф-ам-Зее (1535)
19. Річен (3033)
20. Шлайфе (2911)
21. Шепсталь (2747)
22. Требендорф (1088)
23. Уїст (1127)
24. Фіркірхен (2002)